# Il sogno del gorilla bianco
Il sogno del gorilla bianco è il quarto album in studio del gruppo musicale italiano Tre Allegri Ragazzi Morti, pubblicato nel 2004 da La Tempesta Dischi.
Il titolo si riferisce a Copito de Nieve, unico esemplare di gorilla bianco mai osservato, morto nel 2003 nello zoo di Barcellona. Il brano Piccolo borghese, tratto da questo album, fa parte della colonna sonora del film Fuga dal call center.

## Tracce
1. Rasoio, mattatoio, pazzatoio – 2:57
2. La festa è a Buenos Aires – 2:49
3. Country Boy – 4:15
4. La mia foto – 3:25
5. Preghiera – 0:37
6. Povero me – 4:46
7. Signorina Primavolta – 2:53
8. Questo è il mondo – 2:54
9. Una ragazza – 1:43
10. Bella Italia – 2:09
11. Piccolo borghese – 3:52
12. Voglio – 2:21
13. Due mondi – 1:18

## Formazione
Gruppo
- Davide Toffolo - voce, chitarre, diamonica, synth, percussioni
- Enrico Molteni - basso, chitarra
- Luca Masseroni - batteria, percussioni, diamonica, cori

Altri musicisti
- Giorgio Canali - chitarra
- Manuele Fusaroli - synth
- Samuele Grandi - drum machine
- Marcella De Gregoriis - cori
- Claude Saut - cori
- Batimbo-Yewe Sha - cori
- Twa-Amaliza - cori